# Atletika na Letních olympijských hrách 2016 – 400 metrů ženy
 Běh na 400 metrů žen na Letních olympijských hrách 2016 se uskutečnil od 13. do 15. srpna na Olympijském stadionu v Riu de Janeiru. Vítězkou se stala v čase 49,44 bahamská atletka Shaunae Millerová, druhá skončila s časem 49,51 Američanka Allyson Felixová a na třetím místě se umístila s časem 49,85 Jamajčanka Shericka Jacksonová.

## Časový plán
Všechny časy jsou uvedeny v brazilském čase (UTC-3).
| Datum              | Čas   | Kolo        |
| ------------------ | ----- | ----------- |
| Sobota, 13. srpna  | 11:00 | Kvalifikace |
| Neděle, 14. srpna  | 20:35 | Semifinále  |
| Pondělí, 15. srpna | 22:45 | Finále      |

## Výsledky

### Finále
| Umístění         | Dráha | Jméno                      | Národnost              | Reakce | Čas   |
| ---------------- | ----- | -------------------------- | ---------------------- | ------ | ----- |
| Zlatá medaile    | 7     | Shaunae Millerová          | Bahamy                 | 0.155  | 49.44 |
| Stříbrná medaile | 4     | Allyson Felixová           | Spojené státy americké | 0.177  | 49.51 |
| Bronzová medaile | 5     | Shericka Jacksonová        | Jamajka                | 0.176  | 49.85 |
| 4                | 6     | Nataša Hastingsová         | Spojené státy americké | 0.161  | 50.34 |
| 5                | 3     | Phyllis Francisová         | Spojené státy americké | 0.219  | 50.41 |
| 6                | 8     | Stephenie Ann McPhersonová | Jamajka                | 0.133  | 50.97 |
| 7                | 1     | Olha Zemlyaková            | Ukrajina               | 0.183  | 51.24 |
| 8                | 2     | Libania Grenotová          | Itálie                 | 0.149  | 51.25 |